# Andrena chalcogastra
Andrena chalcogastra is een vliesvleugelig insect uit de familie Andrenidae. De wetenschappelijke naam van de soort is voor het eerst geldig gepubliceerd in 1839 door Brullé.